# Muhammad Al-Alim ben Ismail
Muhammad bin Ismail, connu sous le nom de Muhammad Al-Alim, est l'un des fils aînés du sultan du Maroc, Ismaïl ben Chérif. 
Son père le place à la tête de Draa, à Marrakech, puis à Taroudant. Il le nomme pour un temps son représentant à Fès. Il sera par la suite son ennemi à Daraa, dans le Souss,.

## Biographie
A la naissance de Muhammad Al-Alim, il est devenu un rival d'un autre des fils du Sultan, Zaydan, fils de Aïcha Moubarka qui essaya alors de se débarrasser de lui et de sa mère. Elle convainquit le sultan que la mère de Muhammad l'avait trompée, il n'hésita donc pas à l'étrangler jusqu'à la tuer.
Plus tard, sur conseils de Zaydana, le sultan nommera Al-Alim a la tête du Tafilalet pour l'éloigner. Il n'aimera pas son séjour, a la suite de quoi son père le nomma gouverneur du Souss.
Al-Alim voulait mettre en œuvre la charia en ce qui concerne les impôts, en appelant à la suppression des droits d'accise et des taxes, et était contre la politique de conscription d'esclaves de son père, qui a pu établir une armée régulière qui sera nommée Abid al-Bukhari (la garde noire). Mohammed Al-Alim jouissait avec lui de la sympathie des juristes et des intellectuels du Souss et de Fès, dont le cadi Al-Arabi Bourdellah, qui étaient opposés a la politique d'asservissement de la garde noire.
Vers l'an 1701, Muhammad Al-Alim se rebella contre son père, le sultan, en s'emparant de Marrakech puis l'occupant par la force. Quelques mois plus tard, le sultan ripostera avec une armée dirigée par son fils, le prince Zidane, accompagné du commandant Ibrahim Bouabdli. Mohammed Al-Alim fut vaincu et s'enfuit à Taroudant. Il fut capturé le 4 juillet 1704 apr. J.-C. et envoyé à Meknès. Le sultan ordonna que les hudud soient appliqués contre lui. Sa main et sa jambe furent coupées des côtés opposés et il mourut des suites du châtiment le 16 juin 1706 à Meknès.
Le sultan interdira la prière funéraire pour son fils, mais l'ordre ne sera pas respecté par le juge Bourdellah, qui procédera a la prière, l'estimant impérative pour tout musulman.